# کارن ایسرائلیان
کارن ایسرائلیان (ارمنی: Կարեն Իսրայելյան؛ زادهٔ ۲۶ مارس ۱۹۹۲ در ایروان) یک بازیکن فوتبال در پست دروازه‌بان اهل ارمنستان است.

## باشگاهی
از باشگاه‌هایی که در آن بازی کرده‌است می‌توان به آرارات ایروان، پیونیک، و اولیس اشاره کرد.

## تیم ملی
وی همچنین در زیر ۲۱ سال ارمنستان و تیم ملی فوتبال ارمنستان بازی کرده است. ایسرائلیان نخستین بازی ملی خود را که یک بازی دوستانه بود در تاریخ ۱۰ اوت ۲۰۱۱ در مقابل لیتوانی انجام داده است.